# Desktop search
Desktop search hay trình tìm kiếm nội bộ là tên gọi các công cụ tìm kiếm nội dung tệp tin trên máy tính của người dùng, thay vì tìm kiếm trên internet. Các công cụ này được thiết kế để tìm kiếm thông tin trên máy tính của người dùng, bao gồm cả lịch sử trình duyệt web, thư điện tử, văn bản, tệp âm thanh, hình ảnh và video.

## Công nghệ
Desktop search engines tạo một cơ sở dữ liệu với chỉ mục hợp lý để tăng hiệu suất tìm kiếm. Quá trình đánh chỉ mục thường diễn ra khi máy tính nhàn rỗi (chế độ Idle). Đối với các máy tính xách tay quá trình đánh chỉ mục cũng tạm ngưng nếu máy đang chạy ở chế độ dùng pin để tiết kiệm năng lượng. Khi lập chỉ mục các tập tin, các công cụ tìm kiếm thu thập ba kiểu thông tin về file:
- tên tập tin và thư mục.
- siêu dữ liệu, chẳng hạn như tiêu đề, tác giả trong các loại file như MP3, PDF, DOC và JPEG.
- nội dung của một số tài liệu hỗ trợ, như TXT, DOC, PDF, HTML,...